# 仲吉良光
仲吉良光（なかよし りょうこう、1887年（明治20年）5月23日 - 1974年（昭和49年）3月1日）は、沖縄県出身のジャーナリスト、政治家。後半生を沖縄の日本復帰運動に挺身し、「復帰男」「沖縄復帰の父」と呼ばれた。

## 概要
首里儀保村に生まれる。1908年、沖縄県中学校を卒業し、早稲田大学英文科に入学する。大学在学中はキリスト教と文学に傾倒した。1912年、早稲田大学を卒業し、『琉球新報』記者となり、のちに『沖縄朝日新聞』を創設した。1919年に上京し、『東京日日新聞』記者となる。1921年にはアメリカ合衆国に移住し、1923年、ロサンゼルスの羅府新報社に入社し、1925年には帰国し、東京日日新聞社に再入社する。当時の沖縄県は、第一次世界大戦の終結にともなう砂糖相場の暴落によりソテツ地獄と呼ばれる経済的疲弊にあり、仲吉はその救済を求めて沖繩救済請願運動に従事した。
1942年には首里市長に就任し、泡盛産業の復興、首里の文化都市づくりに取り組んだ。1945年の沖縄戦では九死に一生を得て、米軍の捕虜として知念の収容所に入り、日本復帰の志を立てることとなる。
1946年8月に上京し、県民有志とともにGHQに復帰陳情したり、東京の沖縄県出身有力者を集めたりして、沖縄諸島日本復帰期成会を結成した。元大蔵官僚・神山政良、元帝国議会議員の伊江朝助（元男爵）、漢那憲和（元海軍中将）、歴史学者の東恩納寛惇らが仲吉と行動を共にすることとなった。復帰という言葉を最初に使ったのも仲吉である。対日講和会議と前後して沖縄で大規模な復帰運動が起こるが、その中心となった平良辰雄や沖縄社会大衆党の兼次佐一を日本復帰に説得したのは仲吉らのグループであった。
1951年には沖縄社会大衆党が、続いて沖縄人民党が日本復帰を方針として打ち出し、さらに沖縄群島議会も日本復帰を議決する。同年4月には沖縄社会大衆党と沖縄人民党が中心となり、「日本復帰促進期成会」が結成された。期成会は日本復帰を求める署名集めに取り組むが、難航した。仲吉は全沖縄人の結束を訴えるメッセージと共に、沖縄がアメリカの信託統治を担った場合の米国への要望事項などタブロイド版5000枚のビラを沖縄に配布し、23万筆の署名が集まった。同年9月8日、サンフランシスコ講和条約が締結され、アメリカ合衆国による沖縄統治は続いたが日本の「潜在主権」が認められた。
日本復帰運動は在本土と沖縄現地の運動が合わさる形で動いていたが、その間にはズレもあった。当時の仲吉らの考えは米軍基地を容認する立場であったが、これは沖縄現地側にとっては受け入れがたいもので、在本土のメンバーからも疑問が出され、東恩納寛惇はこれにより運動から離れていった。また、仲吉の言動には独断専行的な側面もあり、国際連合への請願をめぐって他のメンバーと衝突し、1961年9月、仲吉は沖縄諸島日本復帰期成会を離脱することとなり、以後個人として運動を継続した。仲吉は沖縄返還が実現した翌1973年に沖縄へ帰郷し、1974年に86歳で没した。
1975年、那覇市古島に「日本復帰の父仲吉良光ここに眠る」という顕彰碑が建立された。

## 著作
- 『沖縄祖国復帰運動記』
- 『陳情続けて二十余年』